# Buseck
Buseck – miejscowość i gmina w Niemczech, w kraju związkowym Hesja, w rejencji Gießen, w powiecie Gießen. 30 czerwca 2015 liczyła 12 697 mieszkańców.

## Współpraca
Miejscowości partnerskie:
- Molln, Austria
- Tát, Węgry